# Augusto Barrera
Adrián Augusto Barrera Guarderas (Quito, 11 de diciembre de 1961) es un médico, sociólogo y político ecuatoriano, egresado del Colegio Municipal Experimental Sebastián de Benalcázar, y exsecretario de Educación Superior, Ciencia y Tecnología de Ecuador. Ejerció las funciones de alcalde del Distrito Metropolitano de Quito entre 2009 y 2014.

## Trayectoria
Ha dedicado su vida a la organización social, desde la época universitaria como dirigente estudiantil, más adelante, como médico rural visitó varias comunidades indígenas en Imbabura y otras provincias del norte. 
Esta labor desembocó en un trabajo permanente con las organizaciones campesinas e indígenas; en Quito se involucra y lidera junto a los barrios del  noroccidente y del sur de la ciudad promoviendo su consolidación y trabajando en la lucha por los derechos a la vivienda.
Entre enero del 2005 y octubre del 2008 se desempeñó como Concejal Metropolitano de Quito, donde presidió la comisión de Salud y fue Vicepresidente de las Comisiones de Educación y Áreas Históricas del Concejo Metropolitano.
Fue Coordinador de Contenidos entre el Gobierno Nacional del Ecuador y la Asamblea Constituyente entre diciembre de 2007 y julio de 2008. 
Es miembro de la Directiva Nacional y del Buró Político del partido político ecuatoriano Alianza PAIS.
En mayo de 2017 fue nombrado Secretario Nacional de Educación Superior, Ciencia, Tecnología e Innovación por el presidente Lenín Moreno.

## Perfil profesional
- Doctor en Medicina y Cirugía.
- Especialista en Ciencias Políticas, Planificación y Desarrollo Urbano- Regional.
- Consultor de organismos de Cooperación Internacional y de Naciones Unidas
- Secretario de Diálogo Social y Planificación de la República del Ecuador.
- Profesor Universitario.
- Concejal del Distrito Metropolitano de Quito.
- Coordinador de contenidos entre la Asamblea Nacional Constituyente y la Presidencia de la República.
- Copresidente de la Unión de Capitales Iberoamericanas – UCCI.
- Copresidente de Ciudades y Gobiernos Locales Unidos – CGLU.
- Copresidente de la Organización de Ciudades Patrimonio Mundial – OCPM.
- Presidente del comité Sectorial de Movilidad de UCCI.
- Alcalde del Distrito Metropolitano de Quito.

## Candidatura a la Alcaldía de Quito
Barrera renunció a su cargo de Concejal para participar como precandidato a la Alcaldía Metropolitana de Quito en la primarias del Movimiento Alianza PAIS primarias que ganó (frente a Galo Chiriboga, ex fiscal general del Estado) convirtiéndose en candidato por dicho movimiento. Con el lema de campaña "Despierta Quito, a una nueva era" en las elecciones de abril de 2009 alcanzó el 43,14% de los votos sobre el 27% de su principal contendiente Antonio Ricaurte, de esa forma llegó a la Alcaldía de Quito cargo del que tomó posesión el 1 de agosto de 2009.
Su campaña y plan de gobierno priorizó los temas de mejoramiento del transporte público, dar seguridad a los quiteños, una ciudad y distrito "verdes" y centros culturales comunitarios. Sus principales propuestas fueron la construcción de un sistema de transporte masivo de alta capacidad y la renegociación del contrato de concesión del Nuevo Aeropuerto Internacional de Quito.

## Alcaldía Metropolitana

Logo de la Alcaldía de Barrera.

En su Alcaldía se realizaron los estudios para la construcción y operación del Metro de Quito y la construcción las estaciones intermodales La Magdalena y El Labrador de dicho sistema de transporte, la Construcción de la Vía de Integración a los Valles o "Ruta Viva" y se dio el inicio de operaciones en febrero de 2013 del Nuevo Aeropuerto Internacional de Quito que estaba en construcción desde 2006.

### Obras
- Inauguración del Nuevo Aeropuerto Internacional Mariscal Sucre.
- Estudio, financiación e inicio del proyecto del Metro de Quito.
- Inicio de operaciones de los corredores Sur Oriental y Sur Occidental.
- Repavimentación con hormigón el carril del Trole.
- Mantenimiento de las paradas del Corredor Central Norte.
- Implementación el sistema de alquiler de bicicletas públicas Bici-Q.
- Creación de 4 nuevos parques metropolitanos (La Armenia, Cuscungo, Chilibulo y Bicentenario).
- Rehabilitación del espacio público a través de bulevares, plazas.
- Soterramiento de los cables aéreos en sectores de la ciudad.
- Mantenimiento de la fachada de la Iglesia de San Francisco.
- Creación del programa de inclusión a adultos mayores "60 y piquito".
- Creación de 40 Centros de Desarrollo Comunitario.
- Construcción de la Nueva Unidad Educativa Municipal "Calderón".
- Parque Urbano Cumandá.
- Ruta Viva que incluye los nuevos puentes del río Chiche y San Pedro.
- 30 sitios seguros en toda la capital.
- Instalación de contenedores de basura soterrados.
- Adquisición de contenedores de basura móviles
- Mantenimiento de vías de la ciudad.

### Candidatura de reelección
Buscó la reelección a su dignidad como alcalde de Quito, en los comicios de 23 de febrero de 2014, con 52 años de edad, pero fue derrotado por el candidato de la Unidad de la Alianza de los Movimientos SUMA-VIVE, Mauricio Rodas, de 39 años de edad, con una votación de 58% a 38%, a pesar de que varios funcionarios del oficialismo, incluidos el presidente Rafael Correa, y el exvicepresidente Lenín Moreno desplegaron una importante campaña a su favor y pidieron que voten por él. 
La dirigencia del Movimiento Alianza País reconoció que se cometieron varios errores en la campaña, y señaló la pérdida como un "revés electoral", anunciando reestructuraciones al interior del mismo.
| Predecesor: Andrés Vallejo | Alcalde Metropolitano de Quito Enero 31 de julio de 2009 a 14 de mayo de 2014 | Sucesor: Mauricio Rodas |